# Jos (Vorname)
Jos ist als Verkleinerungsform von Jozef ein niederländischer und luxemburgischer männlicher Vorname.

## Namensträger
- Jos Brink (1942–2007), niederländischer Schauspieler, Kabarettist und Fernsehmoderator
- Jos Chabert (1933–2014), belgischer Politiker
- Jos Cuypers (1861–1949), niederländischer Architekt und Unternehmer
- Jos Daman (* 1945), belgischer Bogenschütze
- Jos De Bakker (* 1934), belgischer Bahnradsportler
- Jos Dupré (1928–2021), belgischer Politiker
- Jos van Emden (* 1985), niederländischer Radrennfahrer
- Jos Geysels (* 1952), belgischer Politiker
- Jos Hanniken (1912–1998), belgischer Komponist und Dirigent
- Jos Hermens (* 1950), niederländischer Langstreckenläufer
- Jos Heyligen (* 1947), belgischer Fußballspieler und -trainer
- Jos Hoevenaers (1932–1995), belgischer Radrennfahrer
- Jos Hooiveld (* 1983), niederländischer Fußballspieler
- Jos van Immerseel (* 1945), belgischer Cembalist, Pianist und Dirigent
- Jos Jacobs (* 1953), belgischer Radrennfahrer
- Jos van Kemenade (1937–2020), niederländischer Soziologe, Pädagoge, Hochschullehrer, Politiker und Staatsminister
- Jos Lammertink (1958–2024), niederländischer Radrennfahrer
- Jos Lansink (* 1961), niederländisch-belgischer Springreiter
- Jos Luhukay (* 1963), niederländischer Fußballspieler und -trainer
- Jos Manders (1932–1978), niederländischer Bildhauer, Objekt- und Reliefkünstler
- Jos Massard (* 1944), Luxemburger Biologe, Wissenschafts- und Medizinhistoriker
- Jos de Mey (1928–2007), belgischer Künstler und Grafiker
- Jos Moerenhout (1909–1985), belgischer Komponist und Dirigent
- Jos Murer (1530–1580), Schweizer Glasmaler, Kartograf und Dramatiker
- Jos Namur (1823–1892), Luxemburger Apotheker und Gymnasialprofessor
- Jos Nünlist (1936–2013), Schweizer Maler, Grafiker und Autor
- Jos Pirkner (* 1927), österreichischer Bildhauer
- Jos Pronk (* 1983), niederländischer Radrennfahrer
- Jos Sasse (* 1957), niederländischer Marathonläufer
- Jos Som (* 1953), niederländischer Politiker
- Jos van Son (1893–1956), niederländischer Fußballspieler
- Jos Stelling (* 1945), niederländischer Filmregisseur, Drehbuchautor und Produzent
- Jos van Veldhoven (* 1952), niederländischer Dirigent
- Jos Verstappen (* 1972), niederländischer Automobilrennfahrer
- Jos Wijninckx (1931–2009), belgischer Politiker
- Jos Wilmots (1933–2024), belgischer Germanist und Niederlandist